# Rose Jentkiewicz
Rose Jentkiewicz, OPL, née Galina Fadeïevna Jentkiewicz en 1896 dans le gouvernement de Vitebsk (Empire russe) et morte le 11 février 1944 à Novo-Choulba près de Semeï, alors Semipalatinsk, en république socialiste soviétique du Kazakhstan, est une religieuse catholique soviétique d'origine polonaise.

## Biographie
Galina Jentkiewicz naît dans une famille catholique polonaise de Vitebsk. Elle suit des études pour devenir institutrice et entre dans la communauté de tertiaires dominicaines fondée par Mère Catherine Abrikossova en 1912, communauté catholique de rite gréco-byzantin (c'est-à-dire suivant la liturgie russe). Elle prend le nom en religion de Sœur Rose du Cœur-de-Marie.
Elle est arrêtée en octobre 1923 avec ses compagnes et Mère Catherine, quelques mois après le procès retentissant de Moscou qui démantela la petite hiérarchie catholique de Russie. Elle est condamnée à cinq ans de relégation en camp de travail pour activité religieuse clandestine. Pendant sa détention, elle continue son apostolat. Après sa libération, elle est interdite de séjour pendant trois ans dans les six grandes villes d'URSS (dans un rayon de cent kilomètres).
Elle est arrêtée de nouveau en 1935 à Maloïaroslavets à l'époque de grandes purges staliniennes au sein du clergé, mais elle est relâchée. En 1942, elle est envoyée soigner une autre sœur malade qui vit en relégation forcée au village de Novo-Choulba au Kazakhstan. Elle y meurt d'épuisement et de maladie le 11 février 1944.
Sœur Rose avait volontairement accepté ses souffrances en offrande pour la Russie et pour l'Église, répondant ainsi aux vœux qu'elle avait prononcés pour le salut de son pays et refusa plusieurs fois en conséquence de rejoindre sa famille installée en Pologne. Plusieurs publications lui ont été consacrées après sa mort.